# Кинг Џорџ (Вирџинија)
Кинг Џорџ (енгл. King George) насељено је место без административног статуса у америчкој савезној држави Вирџинија.

## Демографија
По попису из 2010. године број становника је 4.457.
| Група             | 2000.    | 2010.         |
| Белци             | 0 (0,0%) | 3.258 (73,1%) |
| Афроамериканци    | 0 (0,0%) | 816 (18,3%)   |
| Азијати           | 0 (0,0%) | 51 (1,1%)     |
| Хиспаноамериканци | 0 (0,0%) | 160 (3,6%)    |
| Укупно            | 0        | 4.457         |